# وست اگدر

موقعیت وست اَگْدِر در نروژ

 یکی از استان‌های نروژ است که از غرب با روگالاند و از شرق با اوست اگدر هم‌مرز است. در سال ۲۰۰۲ جمعیت این استان ۱۵۷٬۸۵۱ نفر بود که ۳٫۴٪ جمعیت کل نروژ را تشکیل می‌داد. مساحت استان ۷٬۲۸۱ کیلومتر مربع است. مراکز اداری استان در شهر کریستیان‌ساند واقع شده که بزرگ‌ترین شهر آن نیز هست.